# Đông Bộ (tỉnh Sri Lanka)
Tỉnh Phía Đông (Tamil: கிழக்கு மாகாணம் Kil̮akku Mākāṇam; Sinhala: නැගෙනහිර පළාත Næ̆gĕnahira Palata) là một trong 09 tỉnh của Sri Lanka, đơn vị hành chính cấp I tiên của đất nước. Tỉnh đã tồn tại từ thế kỷ 19 nhưng không có bất kỳ tư cách pháp nhân nào cho đến năm 1987 sau khi sửa đổi lần thứ 13 của Hiến pháp Sri Lanka thành lập hội đồng tỉnh. Từ năm 1988 đến năm 2006 tỉnh được tạm thời sáp nhập với các tỉnh Phía Bắc, Sri Lanka để tạo thành tỉnh Đông Bắc. Thủ phủ của tỉnh là Trincomalee.

## Liên kết
- Eastern Provincial Council